# 村山拓哉
村山 拓哉（むらやま たくや、1989年8月8日 - ）は、京都府出身のサッカー選手。ポジションはミッドフィールダー。

## 来歴
阪南大学在籍時に第25回デンソーカップチャレンジサッカー関西学生選抜（本大会参加メンバー）に選ばれた（MF、背番号9）。
大学卒業後、2012年7月にポーランド・3リーガ（4部）のKSグバルディア・コシャリンに加入。同じ西ポモージェ県のクラブでエクストラクラサ（1部）所属のMKSポゴニ・シュチェチンのスカウトに評価され、入団テストの末、2013年1月に3年半の契約でポゴニ・シュチェチンに移籍した。
2013年2月22日に行われた2012-13シーズン第16節のザグウェンビェ・ルビン戦でエクストラクラサに初出場、同年8月17日に行われたザヴィシャ・ブィドゴシュチュ戦でポーランド・カップに初出場した。同月24日、2013-14シーズン第5節のヤギエロニア・ビャウィストク戦でエクストラクラサ初得点を記録した。
2015年2月14日、ウィンターブレーク後初戦の第20節レフ・ポズナン戦で負傷し、残り試合をすべて欠場した。同年6月、ポゴニ・レンボルクとの練習試合で実戦復帰し、ゴールを記録した。
過去3シーズンは主力として主に先発でプレーしてきたが、2015-16シーズンは先発落ちが増えた。2016年1月、タイ・プレミアリーグのラーチャブリーに移籍した。カザフスタン・プレミアリーグのイルティシュ・パヴロダルのテストを受けているときに、2013-14シーズンのコロナ・キェルツェ監督を務めたホセ・ロホ・マルティンがコーチに就任したラーチャブリーからオファーが届いた。
2018年夏、セルビア・スーペルリーガのFKゼムンに加入した。ゼムンでは5試合に出場、9月に契約は解除された。
2019年1月、ハポエル・ペタフ・ティクヴァFCと2年間の延長オプション付きの2018-19シーズン終了までの契約を締結した。イスラエルでプレーする最初の日本人サッカー選手となった。

## 所属クラブ
ユース経歴
- 京都紫光サッカークラブ（ジュニア→ジュニアユース）[12]
- 京都府立久御山高等学校
- 阪南大学

プロ経歴
- 2012年  KSグバルディア・コシャリン
- 2013年 - 2015年  MKSポゴニ・シュチェチン
- 2016年  ラーチャブリーFC
- 2018年  FKゼムン
- 2019年  ハポエル・ペタフ・ティクヴァFC
- 2020年  ハポエル・アッコFC

## 個人成績
| 2012-13 | グバルディア・コシャリン |            | 3リーガ (4部)    | 15 | 5  | - | - | 15 | 5  |
| 2012-13 | ポゴニ・シュチェチン     | 13         | エクストラクラサ | 13 | 0  | 0 | 0 | 13 | 0  |
| 2013-14 | ポゴニ・シュチェチン     | 13         | エクストラクラサ | 35 | 4  | 1 | 0 | 36 | 4  |
| 2014-15 | ポゴニ・シュチェチン     | 13         | エクストラクラサ | 17 | 5  | 2 | 0 | 19 | 5  |
| 2015-16 | ポゴニ・シュチェチン     | 13         | エクストラクラサ | 13 | 0  | 1 | 0 | 14 | 0  |
| 通算    | ポーランド               | ポーランド | 4部              | 15 | 5  | 0 | 0 | 15 | 5  |
| 通算    | ポーランド               | ポーランド | 1部              | 78 | 9  | 4 | 0 | 82 | 9  |
| 総通算  | 総通算                   | 総通算     | 総通算           | 93 | 14 | 4 | 0 | 97 | 14 |

## 記録
エクストラクラサ
- 初出場：2013年2月22日 ザグウェンビェ・ルビン戦
- 初得点：2013年8月24日 ヤギエロニア・ビャウィストク戦

ポーランド・カップ
- 初出場：2013年8月17日 ザヴィシャ・ブィドゴシュチュ戦